# Cestrum zarucchianum
Cestrum zarucchianum là loài thực vật có hoa trong họ Cà. Loài này được D'Arcy, Brako & Zarucchi mô tả khoa học đầu tiên năm 1993.